# San Liborio (título cardenalicio)
San Liborio es un título cardenalicio de la Iglesia Católica. Fue instituido por el papa Juan Pablo II en 2001.

## Titulares
- Johannes Joachim Degenhardt (21 de febrero de 2001 - 25 de julio de 2002)
- Peter Kodwo Appiah Turkson (21 de octubre de 2003)